# Реєстрові касти та племена

Мапа розподілу реєстрових каст в Індії за штатами та союзними територіями згідно з переписом 2011 року. Пенджаб мав найвищий відсоток РК серед свого населення (~32 %), тоді як Нагаленд, Аруначал-Прадеш, Андаманські та Нікобарські острови та Лакшадвіп мали 0 %.

Карта розподілу реєстрових племен в Індії за штатами та союзними територіями згідно з переписом 2011 року. Мізорам і Лакшадвіп мали найвищий відсоток РП серед свого населення (~95 %), тоді як Пенджаб, Хар'яна, Делі та Чандігарх мали 0 %.

Реєстрові касти (РК) і реєстрові племена (РП) це офіційно визначені групи людей, одні з найзнедоленіших соціально-економічних груп в Індії. Терміни визнані в Конституції Індії, а групи приписані певної категорії.:3 Протягом більшої частини періоду британського панування на Індійському субконтиненті вони були відомі як депресивні класи.:2
У сучасній літературі реєстрові касти іноді називають далітами (паріями), що означає «подрібнені» або «розсіяні», цей термін популяризував Б. Р. Амбедкар (1891—1956), який сам був далітом, економістом, реформатором, головою Установчих зборів Індії, лідером далітів під час боротьби за незалежність. Амбедкар віддав перевагу терміну даліт перед терміном Ганді — харіджан, що означає «особа Харі / Вішну» (або Людина Бога). У вересні 2018 року уряд "видав пораду для всіх приватних супутникових каналів, попросивши їх «утриматися» від використання номенклатури «даліт», хоча «правозахисні групи та інтелектуали виступили проти будь-якого відходження від назви „даліти“ у загальному вживанні».
Реєстрові касти та реєстрові племена становлять приблизно 16,6 % і 8,6 % населення Індії відповідно (згідно з переписом 2011 року). Конституційний наказ (Реєстрові касти) 1950 року у своїй першій редакції містить перелік з 1108 каст у 28 штатах, а Конституційний наказ (Реєстрові племена) 1950 року у своїй першій редакції містить перелік зі 744 племен у 22 штатах.
З моменту здобуття незалежності Індією реєстрові касти та реєстрові племена отримали резерваційний статус, що гарантує політичне представництво, перевагу при просуванні по службі, квоту в університетах, безкоштовну та стипендійну освіту, стипендії, банківські послуги, різноманітні урядові схеми, а Конституція встановлює загальні принципи позитивної дискримінації для РК і РП.:35,137

## Історія
Еволюція нижчої касти до сучасних реєстрових каст складна. Кастова система як стратифікація класів в Індії виникла близько 2000 років тому, і на неї вплинули династії та правлячі еліти, включаючи Імперію Великих Моголів і британське панування. Індуїстська концепція Варни історично включала спільноти, засновані на заняттях. Деякі низькокастові групи, такі як ті, що раніше називалися недоторканними і які складають сучасні реєстрові касти, вважалися поза системою Варни.
Починаючи з 1850-х років, ці громади називали «депресивними класами» з «реєстровими кастами» та «реєстровими племенами». На початку XX століття британська влада жваво почала оцінювати доцільність відповідального самоврядування в Індії. Кількома започаткуваннями в цьому контексті були звіт про реформи Морлі–Мінто, звіт про реформи Монтегю–Челмсфорда та Комісія Саймона. Дуже суперечливим питанням у запропонованих реформах було резервування місць для представників депресивних класів у провінційних і центральних законодавчих органах.
У 1935 році парламент Великої Британії ухвалив Закон про уряд Індії 1935 року, спрямований на надання індійським провінціям більшого самоврядування та створення національної федеральної структури. Резервування місць для депресивних класів було включено до закону, який набув чинності в 1937 році. Закон запровадив термін «реєстрові касти», визначаючи групу як «такі касти, частини груп усередині каст, які, на думку Його Величності в Раді, відповідають класам осіб, раніше відомих як „депресивні класи“, як Його Величність у Раді можуть визначити». Це довільне означення було уточнене в Наказі Уряду Індії (Реєстрові касти) 1936 року, який містив перелік (або реєстр) каст у провінціях, що перебувають під управлінням Британії.
Після здобуття незалежності Установча асамблея продовжила наявне означення реєстрових каст і племен, надавши (через статті 341 і 342) президенту Індії та губернаторам штатів мандат на складання повного списку каст і племен (з правом редагувати його пізніше, за потреби). Повний список каст і племен було складено за допомогою двох наказів: Конституційного наказу (Реєстрові касти) 1950 року та Конституційного наказу (Реєстрові племена) 1950 року відповідно. Крім того, з прагненням незалежної Індії до інклюзивності було пов'язане призначення Б. Р. Амбедкара головою редакційного комітету з розроблення Конституції. Амбедкар був конституційним юристом щодо реєстрових каст і членом нижчої касти.